# محمدیوسف کیانی
محمدیوسف کیانی (زادهٔ ۱۳۱۷ در بابل - درگذشتهٔ ۱۳ خرداد ۱۳۹۷ در تهران) نویسنده، پژوهشگر و استاد باستان‌شناسی دانشگاه تهران بود.

## سرگذشت
کیانی در سال ۱۳۱۷ در بابل زاده شد. وی در سال ۱۳۴۲ با درجهٔ کارشناسی باستان‌شناسی و تاریخ هنر از دانشگاه تهران، و یک سال بعد با مدرک کارشناسی تاریخ از همان دانشگاه فارغ‌التحصیل شد. او کارشناسی ارشد باستان‌شناسی را در سال ۱۳۴۴ در همان دانشگاه کسب کرد و برای ادامهٔ تحصیل به دانشگاه لندن رفت و در سال ۱۳۴۹ با مدرک دکتری رشتهٔ باستان‌شناسی و تاریخ هنر اسلامی از آن دانشگاه فارغ‌التحصیل شد.
وی پس از پایان دورهٔ کارشناسی در وزارت فرهنگ و هنر وقت از سال ۱۳۴۲ تا سال ۱۳۵۷ مشغول فعالیت در سمت‌های کارشناس امور باستان‌شناسی و رئیس موزه هنرهای ایران بود. وی مسئولیت نمایشگاه‌های بین‌المللی هنرهای جهان اسلام لندن در سال ۱۹۷۳، هنرهای ایران توکیو در سال ۱۹۷۶ و هنرهای ایران عهد ساسانی نیویورک در سال ۱۹۷۷ را نیز بر عهده داشته‌است. در زمان زندگانی او کتابی با عنوان باستان‌شناسی ایران در دوره اسلامی (۴۳ مقاله در بزرگداشت استاد محمدیوسف کیانی) در بزرگداشت او در دانشگاه بوعلی همدان منتشر شد.
کیانی در ۱۳ خرداد ۱۳۹۷ درگذشت و پس از تشیع در موزه ملی ایران توسط دوستان، همکاران و شاگردانش، در گلزار شهدای شهمیرزاد دفن شد.

## گزیده آثار
- پایتخت‌های ایران، سازمان میراث فرهنگی کشور، ۱۳۷۵
- تاریخ هنر معماری ایران در دوره اسلامی، سمت، ۱۳۷۴
- معماری ایران (دوره اسلامی)، سمت، ۱۳۷۹
- تزئینات وابسته به معماری ایران، تهران، سازمان میراث فرهنگی کشور، ۱۳۷۴
- سفال ایرانی، تهران، نخست‌وزیری، ۱۳۵۷
- شهرهای ایران (۴ جلد)، تهران، جهاد دانشگاهی، ۱۳۶۵
- عاقبت خاک گل کوزه گران خواهیم شد، ۱۳۷۹
- کاروانسراهای ایران (۳ جلد)، وزارت فرهنگ و آموزش عالی، ۱۳۶۲
- معماری ایران دوره اسلامی جلد ۱ و ۲، تهران، جهاد دانشگاهی، ۱۳۶۶
- یادگارهای رباط شرف، وزارت فرهنگ و آموزش عالی، ۱۳۶۰[۵]